# Robert Reynders
Robert Charles Reynders (Oostende, 23 mei 1945 - Edegem, 8 november 2021) was een Belgisch topambtenaar. Van 1990 tot 2000 was hij een van de directeurs van de Nationale Bank van België en van 2000 tot 2006 zetelde hij in de Europese Rekenkamer.

## Biografie
Robert Reynders behaalde in 1967 een licentiaat in de economische wetenschappen aan de Rijksuniversiteit Gent met de thesis De daggeldmarkt in België. Organisatie, werking en functies.
Hij werkte anderhalf jaar als expert voor het Internationaal Monetair Fonds in Burundi. In 1969 werd hij adviseur bij de studiedienst van de Nationale Bank van België. In mei 1988 werd hij gedetacheerd met politiek verlof naar het kabinet van minister van Begroting Hugo Schiltz. Hij werd zijn kabinetschef.
In 1990 werd Reynders voorgedragen voor de benoeming tot een van de zes directeurs bij de Nationale Bank. Hij werd hierbij beschouwd als geaffilieerd aan de Volksunie, hoewel hij geen lid van die partij was. Hij was als directeur vooral actief op het vlak van betalingssystemen. Van 1993 tot 2000 zetelde hij eveneens in het Belgisch-Luxemburgs Wisselinstituut, oorspronkelijk belast met de wisselcontrole binnen de Belgisch-Luxemburgse Economische Unie, sinds 1991 een aanleveraar van statistische gegevens. In 2000 werd hij voorgedragen als lid van de Europese Rekenkamer. Bij zijn selectie werd vanuit Franstalige politieke hoek via de Franstalige pers campagne gevoerd tegen zijn kandidatuur.
Nadat hij zijn ontslag bij de NBB op 1 maart 2000 had ingediend werd hij voor zijn diensten gemachtigd de eretitel van het ambt te dragen. Zijn directeurszetel bij de NBB bleef vacant tot 4 augustus 2003, wanneer Luc Coene na eerdere mislukte voordrachten in 1987 en 1989 werd aanvaard.
Reynders' mandaat bij de Europese Rekenkamer startte op 1 maart 2000. Specifiek controleerde hij de EU-rekeningen, de financiële situatie van de Europese Unie en van de resultaten van haar verrichtingen en kasstromen, en de distributie naar de lidstaten. Zijn mandaat eindigde op 28 februari 2006. Karel Pinxten volgde hem op.